# Біляшівський Микола Федотович
Мико́ла Федо́тович Біляші́вський (12 (24) жовтня 1867 , Умань, Київська губернія, Російська імперія  — 21 квітня 1926 , Канів, Черкаська округа ) — український археолог, етнограф, мистецтвознавець, громадський діяч. Член Київського товариства старожитностей і мистецтв.
Один із засновників та дійсний член Української Академії Наук (від 1919 року); член НТШ у Львові та Всеукраїнського археологічного комітету.

## Життєпис
Народився в Умані в родині священика. Дитинство його минуло переважно у с. Острійках Білоцерківського повіту. Невдовзі сім'я переїхала до родичів у Київ.
Навчався у 2-й Київській гімназії. Історію у його класі викладав В. П. Науменко, у майбутньому редактор щомісячного історичного журналу «Кіевская старина». Всіляко заохочував Біляшівського до вивчення та збирання місцевої старовини директор Церковно-археологічного музею на Подолі Микола Петров, у майбутньому один з перших академіків УАН. Ще гімназистом Біляшівський став «своїм» у колі київських нумізматів.
Під час навчання в Київському університеті Св. Володимира слухав лекції професорів Володимира Антоновича та Адріяна Прахова.
Присвятив своє життя дослідженню археологічних пам'яток на теренах України від кам'яної доби до раннього середньовіччя. Був учасником багатьох археологічних з'їздів, членом редакції журналу «Киевская Старина».
Від 1886 року провадив на українських землях дослідження пам'яток неоліту, трипільської культури, латену, скіфської та слов'янської доби. Результативними були розкопки під його керівництвом літописного міста Родні на Княжій горі неподалік Канева. Знахідки із цього городища прикрашають колекції музеїв Києва, Чернігова, Москви, Парижа.
У 1899—1905 рр. укладав та ще й видавав власним коштом «Археологічний літопис Південної Росії», тобто України (у Російській імперії у науковому вжитку слово «Україна» було заборонене). За висловом Дмитра Багалія, це видання виконувало для українців ті функції, що тодішня Археологічна комісія у Петербурзі для всієї Російської імперії.
У 1902–1923 роках — організатор і директор Київського міського художньо-промислового і наукового музею (тепер Національний музей історії України та Національний художній музей України).
Брав активну участь у підготовці та проведенні Археологічних з'їздів.
1906 року обраний членом Першої Державної Думи, де входив до складу Української парламентарної громади.
У 1910 році став одним із засновників Київського товариства охорони пам'яток старовини і мистецтв, діяльність якого поширювалась на всі українські землі (також і ті, що нині належать до Молдови, Білорусі, Росії).
У роки Першої світової війни — уповноважений Російської академії наук для охорони пам'яток культури у Галичині та Буковині. Перший комісар з охорони святинь Києва, обраний Радою об'єднаних громадський організацій у березні 1917 року. Від 1919 року член Всеукраїнського комітету охорони пам'яток старовини й мистецтва в Україні. Автор першого Закону Української республіки про охорону пам'яток історії, культури і мистецтва (1918).
У часи УНР був серед членів УЦР 2-го складу.
Проводив археологічні дослідження пам'яток Волині та Київщини, автор численних праць з музейництва, археології, нумізматики, багато зробив для розвитку музейної справи в Україні. Праці з археології побачили світ в «Киевской Старине», «Трудах» археологічних з'їздів, Звідомленнях ВУАН.
У травні 1920 року — в часі короткотривалого повернення української влади — очолює секцію мистецтва Українського громадського комітету — керівник В. Прокопович.
Похований у Канівському природному заповіднику. На його честь названа вулиця в Києві.

Пам'ятник у Києві біля українського художнього музею, скульптор А. Кущ, архітектор О. Стукалов, 1987
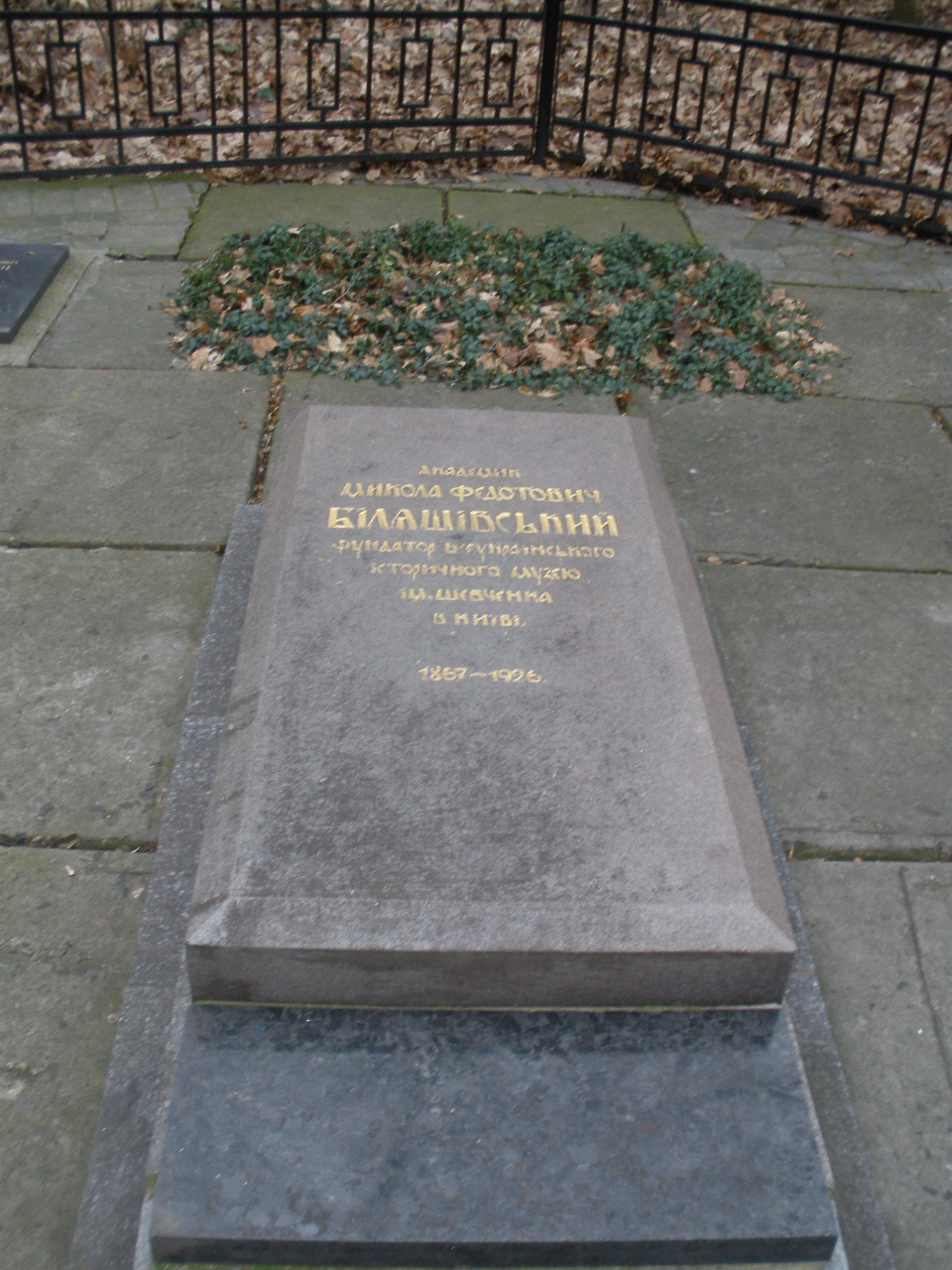
Могила М. Ф. Біляшівського в Канівському природному заповіднику
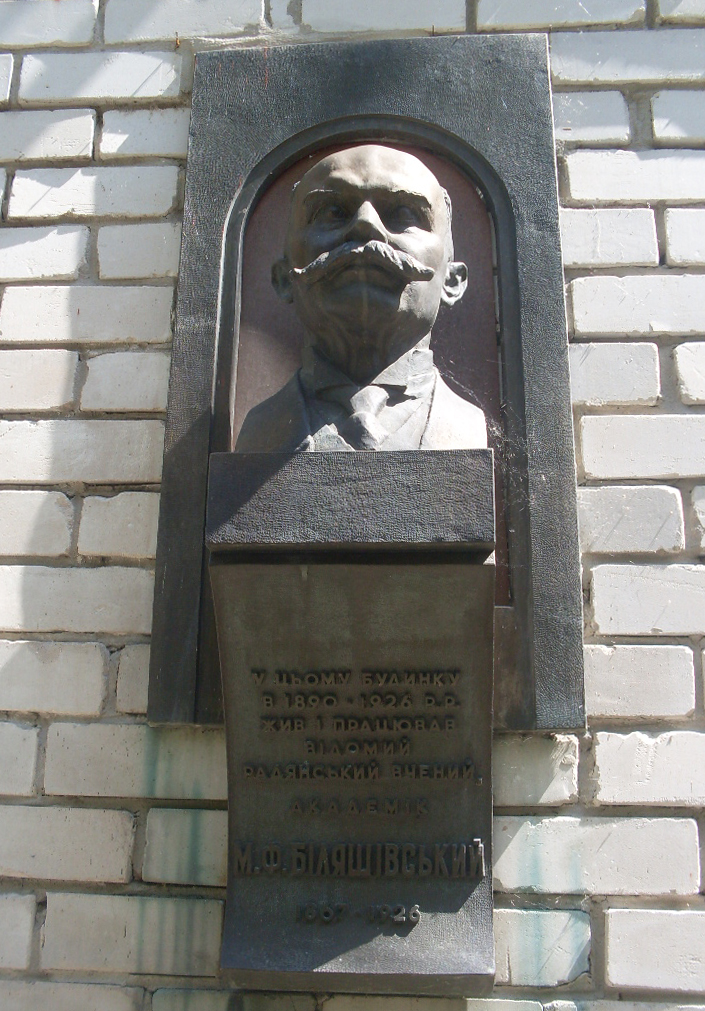
Барельєф Біляшівському в Канівському природному заповіднику

## Родина
- Батько, отець Феодот-Богдан Іванович Біляшівський (до 1840 — після 1900)[4]
- Мати [Миколи Федотовича], Марія Тарнавська (Біляшівська) (близ. 1845 — 1871)[4]
- Два брати [Миколи Федотовича][4]
- Син, Микола Миколайович Біляшівський (1914—1980)[5]
- Онук, Борис Миколайович Біляшівський (1947—1994)[6]
- Праонук, Богдан Борисович Біляшівський
- Онук, Микола Миколайович Біляшівський (нар. )[7] – біолог за фахом, працює в Зоологічному музеї КНУ, дослідник української культурної спадщини, старший науковий співробітник Музею міста Києва.

## Праці
- 1889 — Монетные клады Киевской губернии; (рос.)
- 1890 — Следы первобытного человека на берегах р. Днепра вблизи Киева; (рос.)
- 1890, 1891 — Княжа гора. (рос.)
- 1900 — Раскопки могильника у деревни Богданово Глуховского уезда Черниговской губернии // АЛЮР (Археологическая летопись Южной России). — К., 1900. — Т. 2. (рос.)